# SVAR
SVAR, Svensk arkivinformation, var en avdelning inom svenska Riksarkivet. Avdelningen tillkom 1984 och övertog verksamhet från Umeå universitet och Landsarkivet i Härnösand. SVAR:s uppgift var att göra arkivhandlingar tillgängliga digitalt för allmänheten. SVAR hade sin verksamhet i Ramsele i Sollefteå kommun. De enheter som tidigare funnits i Junsele, Näsåker och Sollefteå är flyttade till Ramsele. SVAR finns inte längre kvar som en egen verksamhet utan har uppgått i Riksarkivet.  

## Uppdrag
SVAR hade som huvudsaklig uppgift att mikrofilma, skanna och digitalisera Riksarkivets och landsarkivens arkivmaterial. Det kan röra sig om olika dokument, kartor och bilder. Till skillnad från i grannländer har tillgång till inskannat svenskt statligt arkivmaterial krävt abonnemang, men Riksarkivets/SVAR:s webbplats är fritt tillgänglig och helt skattefinansierad från den 1 februari 2018 enligt riksdagsbeslut. Abonnemangsavgift var tidigare undantagen endast för skolor och bibliotek.
SVAR digitaliserade och publicerade svenska arkivhandlingar, som används vid släktforskning på nätet, såväl som vid forskning och undervisning. SVAR förmedlade CD- och DVD-skivor utgivna på eget förlag såväl som av Sveriges Släktforskarförbund, exempelvis Sveriges befolkning år 1880, 1890, 1900, 1970, 1980 och 1990, Sveriges dödbok och Begravda i Sverige. SVAR utgav och förmedlade även litteratur.

### SVAR:s webbplats
På SVAR:s webbplats fanns bland annat Sveriges folkräkningar som sökbara databaser, för år 1860 (endast Jämtlands län), 1870 (endast Norrbottens och Västerbottens län), 1880, 1890 (skogslän finns fritt tillgängliga på nätet), 1900 och 1910 (ännu ej slutfört för hela landet). 1930 års folkräkning finns inskannad på webbplatsen men inte fullt ut indexerad i sökbar databas. Kyrkoarkivet (husförhörslängder/församlingsböcker, flyttningslängder, födelselängder och dödslängder) finns på webbplatsen i form av inskannade dokument för samtliga svenska församlingar från slutet av 1600-talet fram till 1895. För vissa församlingar finns inskannade församlings- och dödsböcker till 1942 och flyttlängder till 1980.